# Bleuetière

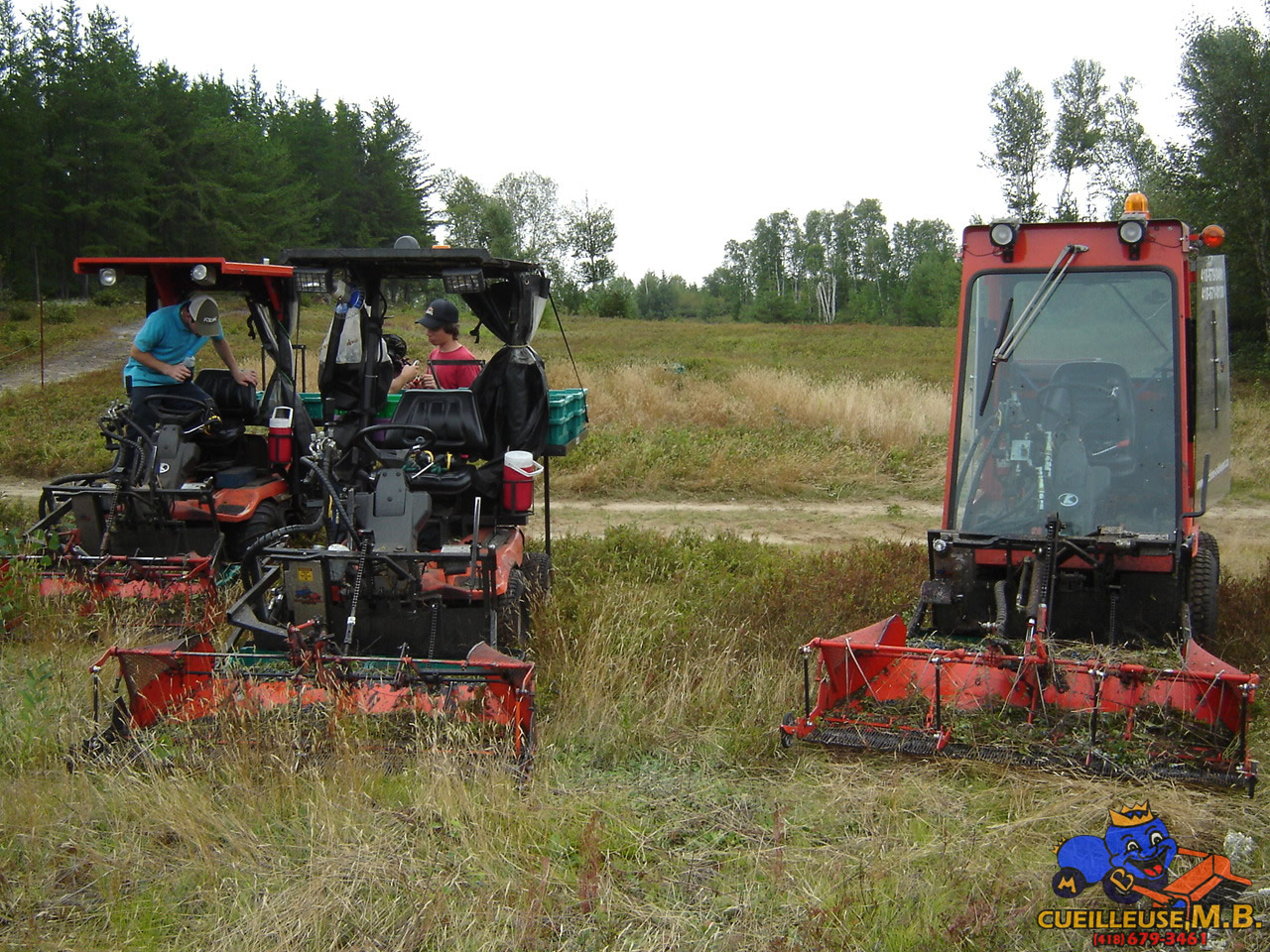
Machine à bleuet inventée par Martial Gagnon de Saint-Félicien, Lac Saint-Jean, au Canada

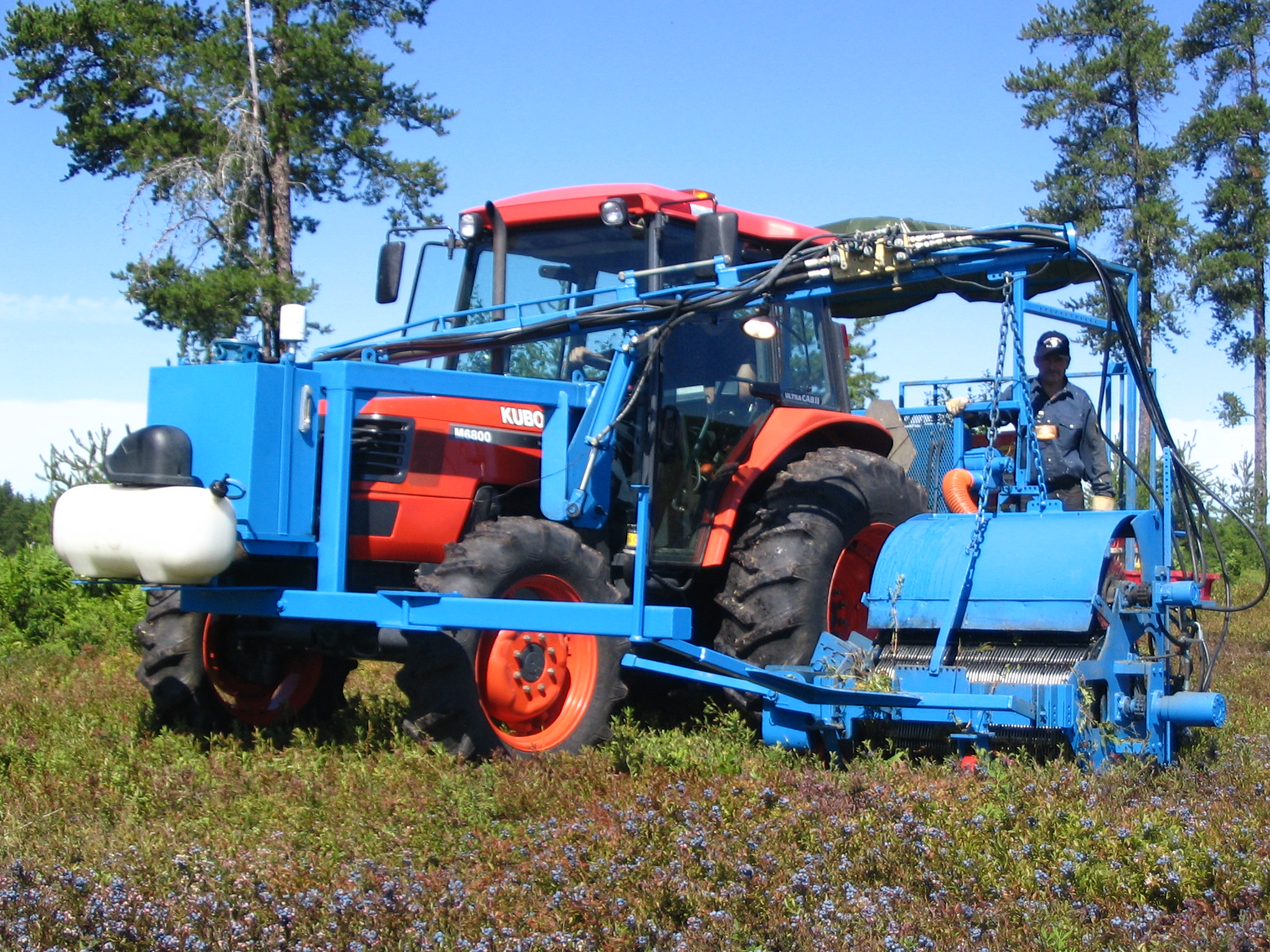
Cueillette de bleuets en tracteur dans une bleuetière du Nouveau-Brunswick, au Canada

Une bleuetière est un espace généralement privé où l’on cultive les bleuets pour ensuite les cueillir, à la main ou à la machine, et en faire commerce. La région du Saguenay—Lac-Saint-Jean est l’une des plus grandes productrices de bleuets au Québec. La récolte des bleuets contribue à la prospérité de l'économie agricole du Saguenay—Lac-Saint-Jean depuis sa création. L’abondance des plants de bleuets dans cette région serait due à un grand incendie  ayant dévasté les deux tiers de la région en 1870.
Au Nouveau-Brunswick, la principale région productrice est la péninsule acadienne, où l'abondance du fruit est aussi due à des feux de forêt. Le plant de bleuet mesure en moyenne une trentaine de centimètres.
En Europe, le mot bleuet fait référence a une fleur tandis que le fruit est appelé myrtille.
En 2021, au Québec, le gel du printemps a détruit plus de 70% de sa récolte de bleuets.

## Liste des principales bleuetières
- Les fruits bleus de Sainte-Marguerite-Marie Inc., Dolbeau-Mistassini, Lac-Saint-jean
- Bleuetière coop. de St-Eugène, Dolbeau-Mistassini, Lac-Saint-Jean
- Bleuetière Saguenay Enr., Saguenay
- Bleuetière COOP Ticouape, Saint-Félicien, Lac-Saint-Jean
- Bleuetières Senco Inc, Saint-Félicien, Lac-Saint-Jean
- Bleuetière Coop Saint-Thomas-Didyme, Saint-Thomas-Didyme, Lac-Saint-Jean
- Coopérative Notre-Dame, Notre-Dame-des-Érables, Nouveau-Brunswick
- Ferme Germain Desmarais, Pierreville, Québec
- La bleuetière "Aux gros bleuets" St-David de Falardeau, Saguenay
- La bleuetière Coopérative d'Albanel, Lac-Saint-Jean
- Bleuetière Coopérative de St-Augustin, Lac-St-Jean